# ГЕС Раунд-Б'ют
ГЕС Раунд-Б'ют — гідроелектростанція у штаті Орегон (Сполучені Штати Америки). Знаходячись перед ГЕС Пелтон, становить верхній ступінь каскаду на річці Дешут, лівій притоці Колумбії (має устя на узбережжі Тихого океану на межі штатів Вашингтон та Орегон).
У межах проекту річку перекрили кам’яно-накидною греблею висотою 134 метри, довжиною 421 метр та товщиною по основі 479 метрів, яка потребувала 10,7 млн м3 матеріалу. Вона утримує водосховище Лейк-Біллі-Чинук з площею поверхні 16,2 км2 та об’ємом 660 млн м3 (технічно можливий корисний об’єм 338 млн м3).
Через тунель довжиною 0,43 км з діаметром 7 метрів ресурс подається до пригреблевого машинного залу, обладнаного трьома турбінами типу Френсіс потужністю по 82,4 МВт, які використовують напір у 111 метрів.
Видача продукції відбувається по ЛЕП, розрахованій на роботу під напругою 230 кВ.